# 松浦年男
松浦 年男（まつうら としお　1977年 -）は日本の言語学者。専門は音声学。
第42回金田一京助博士記念賞受賞。北星学園大学文学部教授。博士（文学）

## 略歴[3]
- 1977年 - 東京都墨田区に生まれる。[1]
- 2000年3月 - 大東文化大学外国語学部日本語学科 卒業
- 2002年3月 - 九州大学大学院人文学府言語・文学専攻（言語学専修）修士課程修了
- 2007年3月 - 九州大学大学院人文学府言語・文学専攻（言語学専修）博士課程単位取得満期退学
- 2007年4月 - 九州大学人文科学研究院専門研究員
- 2009年4月 - 北星学園大学文学部専任講師
- 2013年4月 - 同 准教授
- 2020年4月 - 同 教授

## 著書
単著
- 『長﨑方言からみた語音調の構造』ひつじ書房　2014年2月

共著
- 坂本勉編『Communicating Skills of Intention』ひつじ書房 分担執筆（ch.19 pp-239-255担当）2007年2月
- 小松川浩・中﨑温子・仲道雅輝・早瀬郁子・松浦年男・山下由美子・湯川治敏『大学生のための日本語問題集』ナカニシヤ出版 2017年9月
- 仲道雅輝・山下由美子・湯川治敏・小松川浩編 『大学初年次における日本語教育の実践』（大学における学習支援への挑戦３）ナカニシヤ出版　分担執筆（第7章、第11章）2018年3月
- Haruo Kubozono, Mikio Giriko『Tonal Change and Neutralization』Mouton de Gruyter　分担執筆（第5章pp58-82担当） 2018年3月
- 木部暢子編『明解方言学事典』三省堂　2019年4月
- 松浦年男・田村早苗『日本語パラグラフ・ライティング入門: 読み手を迷わせないための書く技術』研究社　2022年8月

## 論文
- 松浦年男